# Studentergaarden
Studentergaarden eller Studentergården er et kollegium på Tagensvej 15 på Nørrebro i København, der er tegnet af arkitekten Martin Borch og opført i 1923. Kollegiet huser 130 studerende fordelt på 11 gange. 
De første kollegianere flyttede ind 1. september 1923, og 15. oktober samme år indviedes kollegiet af daværende Kong Christian 10. Studentergården var det første kollegium, der blev bygget uden for de københavnske volde. Siden dengang er der blevet bygget en spændende og traditionsrig historie op omkring stedet, hvorfor der årligt afholdes en lang række fester og arrangementer.  
Under besættelsen blev Studentergården bombet under den tyske terroraktion, der blev kaldt schalburgtage. Terroraktionen startede ud med en egentlig razzia i 1944, hvor Gestapo kom efter teologen Johannes Dragsdahl, grundet hans arbejde for den danske modstandsbevægelse. Dragsdahl var dog ikke på Studentergården den nat, og Gestapo måtte derfor nøjes med at konfiskere Dragsdahls skrivemaskine og nogle af hans papirer. Den 20. juni samme år blev der udført endnu en razzia, og denne gang blev 10 gårdbrødre ført bort. Det første egentlige angreb blev foretaget kl. 4 om morgenen d. 24. juni. Her var det Petergruppen, der anbragte sprængladninger ved fløjen ud til Fensmarkgade. Skaderne var omfattende, og tre personer kom så slemt til skade, at de måtte på hospitalet. I Studentergårdens murværk hænger der en stenplade til minde om de gårdboere, der faldt under 2. verdenskrig.    
Studentergården har 11 gange. Hver gang har et navn hvor oprindelsen typisk er ukendt, men opstået i midten af 1900 tallet.
De 11 gange på Studentergården er:
- Cosmos gangen
- Kannibal gangen
- Abort gangen
- Troglodyt gangen
- Undergangen
- Mellemgulvet
- Fjerde
- Bersærker gangen
- Barbar gangen
- Pharisæer gangen
- Psykopat gangen

I 2023 blev Studentergårdens 100-års fødselsdag fejret.